# Barrett Ruud

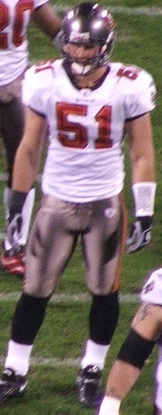
Barrett Ruud em 2006

Barrett James Ruud (Lincoln, 20 de maio de 1983) é um ex jogador profissional de futebol americano da NFL (Liga Nacional de Futebol Americano). Foi escolhido em quarto lugar no NFL Draft realizado em 2005, e jogava anteriormente pela Universidade de Nebraska.

## Família
O pai de Barrett, Tom Ruud, jogou para os Cornhuskers no início da década de 1970 e, posteriormente, pela NFL. Seu irmão mais novo, Bo, que joga atualmente pelos New England Patriots, também frequentou a Universidade de Nebraska. Os Ruus já foram chamados de "A Primeira-Família do futebol no Nebraska".[carece de fontes?] Sua mãe, Jaime, morreu de um ataque cardíaco em 30 de junho de 2006.
Seus primos, Tony e Andy Brinkhaus, são ambos offensive linemen no time de futebol americano da Universidade de Minnesota, e ambos se destacaram jogando pela Bloomington Jefferson High School, também em Minnesota, onde os números que foram utilizados por Tom Ruud foram "aposentados" em sua homenagem, apesar dele ter se formado pela Lincoln Southeast High School.

## Carreira na NFL
Ruud entrou na liga em 2005 pelo Tampa Bay Buccaneers. teve uma temporada de destaque em 2007, tendo realizado 114 tackles, forçado quatro fumbles e duas interceptações, ao longo de 16 semanas. Recebeu o prêmio de Jogador de Defesa do Mês, pelo seu desempenho em setembro daquele ano.
Atualmente sua função no time é middle linebacker (defensor da linha de meio). Em seus quatro anos como jogador profissional fez um total de 246 tackles, 1 sack e quarto interceptações. 
Chegou a jogar também pelo Tennessee Titans, Seattle Seahawks, New Orleans Saints e Houston Texans. Ele se aposentou após a temporada de 2012.

### Números
- Tackles: 658
- Sacks: 6,0
- Interceptações: 7